# Динамо (Київ) у сезоні 1953
| «Динамо» (Київ) у сезоні 1953 | «Динамо» (Київ) у сезоні 1953 |
| ----------------------------- | ----------------------------- |
| Ліга                          | клас «А»                      |
| Місце в лізі                  | восьме                        |
| Раунд у кубку                 | 1/8 фіналу                    |

У сезоні 1953 року київське «Динамо» завершило чемпіонат на восьмому місці. У кубку команда зупинилася на першій стадії, в 1/8 фіналу програла тбіліському «Динамо».
Найбільше матчів у сезоні провели Абрам Лерман, Андрій Зазроєв і Михайло Коман (по 21). Кращий бомбардир — Михайло Коман (7 голів).
Статистика виступів у сезоні:
| Турнір    | І  | В | Н | П | РМ      | О  |
| --------- | -- | - | - | - | ------- | -- |
| Чемпіонат | 20 | 6 | 5 | 9 | 21 — 26 | 17 |
| Кубок     | 1  | 0 | 0 | 1 | 0 — 4   | 0  |

Керівництво клубу:
- Старший тренер: Олег Ошенков.
- Тренери: Антон Ідзковський, Олександр Щанов.
- Капітани команди: Андрій Зазроєв, Абрам Лерман.

Статистика гравців:
| Футболіст            | Ліга     | Ліга     | Кубок    | Кубок    | Усього   | Усього   |
| Футболіст            | Ігри     | Голи     | Ігри     | Голи     | Ігри     | Голи     |
| Воротарі             | Воротарі | Воротарі | Воротарі | Воротарі | Воротарі | Воротарі |
| -------------------- | -------- | -------- | -------- | -------- | -------- | -------- |
| Євген Лемешко        | 15       | 20п      | 1        | 4п       | 16       | 24п      |
| Олег Макаров         | 6        | 6п       | 0        |          | 6        | 6п       |
| Захисники            |          |          |          |          |          |          |
| Абрам Лерман         | 20       |          | 1        |          | 21       |          |
| Віталій Голубєв      | 19       |          | 0        |          | 19       |          |
| Володимир Качур      | 12       |          | 1        |          | 13       |          |
| Петро Тищенко        | 6        |          | 0        |          | 6        |          |
| Євген Іванов         | 1        |          | 0        |          | 1        |          |
| Анатолій Матюхін     | 1        |          | 0        |          | 1        |          |
| Півзахисники         |          |          |          |          |          |          |
| Михайло Михалина     | 18       | 1        | 1        |          | 19       | 1        |
| Тиберій Попович      | 12       |          | 1        |          | 13       |          |
| Віктор Бєльков       | 10       | 1        | 0        |          | 10       | 1        |
| Аркадій Ларіонов     | 9        |          | 1        |          | 10       |          |
| Ернест Юст           | 8        |          | 0        |          | 8        |          |
| Олександр Кольцов    | 5        |          | 0        |          | 5        |          |
| Золтан Сенгетовський | 3        |          | 0        |          | 3        |          |
| Нападники            |          |          |          |          |          |          |
| Андрій Зазроєв       | 20       | 6        | 1        |          | 21       | 6        |
| Михайло Коман        | 20       | 7        | 1        |          | 21       | 7        |
| Павло Віньковатов    | 18       | 3        | 1        |          | 19       | 3        |
| Володимир Богданович | 15       | 2        | 1        |          | 16       | 2        |
| Віктор Журавльов     | 9        |          | 0        |          | 9        |          |
| Віктор Фомін         | 8        | 1        | 1        |          | 9        | 1        |
| Олександр Рижиков    | 3        |          | 1        |          | 4        |          |
| Тіберій Петрушевич   | 1        |          | 0        |          | 1        |          |

3 травня «динамівці» здобули перемогу над командою МВО з рахунком 1:0 (гол забив Віктор Журавльов). Але згодом московська команда була знята з турніру, а результат матчу анульований. Склад киян у тому матчі: Лемешко, Голубєв, Лерман, Тищенко, Попович, Михалина, Віньковатов, Бєльков (Журавльов, 70), Зазроев (к), Коман, Богданович.